# تبلقا
تبلقا (بالإنجليزية: Tapalqa)‏ هي منطقة سكنية تقع في أردبيل في إيران. يقدر عدد سكانها بـ 46 نسمة .